# PNY Technologies
 PNY Technologies, Inc (PNY произносится пи-эн-уай) — производитель SSD накопителей, модулей оперативной памяти, флэш-карт памяти, USB флэш-накопителей, профессиональных графических ускорителей NVIDIA Quadro и игровых — GeForce. Однако собственных заводов и производственных мощностей PNY не имеет, являясь лишь посредником.
Компания была основана в 1985 году в Нью-Джерси. Штаб квартира находится в Парсиппани-Трой Хиллз.
Офисы продаж PNY расположены в Северной Америке (г. Санта-Клара, Калифорния и г. Парсиппани, Нью-Джерси), в Европе (Франция, Великобритания, Германия, Италия, Скандинавия, Испания, страны Бенилюкса), на Ближнем Востоке и в Азиатско-Тихоокеанском регионе.
PNY Technologies является партнёром Nvidia по профессиональным решениям серии Quadro на территории США, в регионе EMEA, включая СНГ.

## Продукция компании
Модули памяти для ПК:
- DIMM DDR
- DIMM DDR2
- DIMM DDR3
- DIMM DDR4

Модули памяти для нотбуков:
- SO-DIMM DDR
- SO-DIMM DDR2
- SO-DIMM DDR3
- SO-DIMM DDR4

USB Флэш-накопители:
- Attache — Optima
- Attache — Capless
- Attache — Premium
- Lady Attache

Флэш-карты памяти:
- SD Optima
- SD Premium
- SD Gaming
- CompactFlash Optima
- MicroSD Premium
- MMCmobile

Твердотельные накопители (Solid state Drive, SSD):
- PNY CS

Потребительские (игровые) видеокарты:
- GeForce 6
- GeForce 7
- GeForce 8
- GeForce 9
- GeForce 200
- GeForce 400
- GeForce 500

Профессиональные видеокарты:
- Quadro FX
- Quadro CX
- Quadro NVS
- Quadro Plex